# 略克·尤潘基
略克·尤潘基（克丘亞語：Lluq'i Yupanki； 西班牙語： Lloque Yupanqui ），古代印加傳說中的君主。相傳在13世紀，印加君王（薩帕·印卡；西班牙語：Sapa Inca；克丘亞語：inka Qhapaq）辛奇·羅卡去世，由略克·尤潘基繼位，是為印加第三位君主。

## 繼位及「略克·尤潘基」一名的含義
- 繼位：略克·尤潘基是印加傳說中的第二代君王辛奇·羅卡與妻子瑪瑪·科拉（Mama Cora，同時亦是他的姊妹）所生的嫡子。辛奇·羅卡去世後，略克·尤潘基便繼承王位。[2]
- 「略克·尤潘基」一名的含義：關於「略克·尤潘基」一名的含義，印卡·加西拉索·德拉維加有較詳盡的解釋：「『略克』是他的本名，意思是左撇子，因為家庭教師教導無方，他成了左撇子，於是就為他取了這樣一個本名」；「『尤潘基』這個詞是動詞，是陳述式將來未完成時單數第二人稱形式，意思是『你將講述』。僅用這一個動詞獨立結構，就包含和概括了可以述的一位國王的全部優點，就等於說：你將講述他的豐功偉績、傑出品德、博大胸懷、慈悲心腸和溫柔性格等等」簡單來說，與古羅馬人稱呼皇帝為「奧古斯都」的情況相似。[3]

## 政績

### 對外擴張
略克·尤潘基效法他的先王，從事對外擴張，務求令各民族都尊崇太陽神，服從印加王的統治。他征服了科利亞蘇尤及丘奎圖等地區。

### 晚年的休養生息
經過一段時間的對外擴張後，略克·尤潘基致力於為民造福，秉公治國，在平靜中安渡晚年。他又派遣王儲邁塔·卡帕克陪同擁有豐富政治經驗的元老巡視全國，了解民情，學習治國之道。

## 去世
略克·尤潘基去世後，由王儲邁塔·卡帕克繼承王位。由於一生功德卓著，頗受愛戴，印加人把他列入諸位神明和「太陽兒子」之中，當作神明來崇拜。